# Huracán Pamela
El huracán Pamela fue un huracán de categoría 1 en el Pacífico que causó siete muertes y daños por valor de 10 millones de dólares en los estados del noroeste y oeste de México en octubre de 2021. La decimosexta tormenta nombrada y el séptimo huracán de la temporada de huracanes del Pacífico de 2021, la tormenta se originó en una zona tropical ola sobre la cuenca atlántica, sobre el Mar Caribe. Luego cruzó rápidamente hacia el Océano Pacífico, donde se consolidó lentamente, y el 9 de octubre se formó un área de baja presión a partir de la ola. Las condiciones ambientales en el área demostraron ser favorables para la ciclogénesis tropical y se convirtieron en la depresión tropical Dieciséis-E en el próximo día. Luego se organizó más en la tormenta tropical Pamela esa noche. A pesar de la cizalladura del viento y el aire seco que afectó al ciclón, Pamela continuó fortaleciéndose y se convirtió en huracán el 12 de octubre antes de debilitarse nuevamente a tormenta tropical mientras continuaba sucumbiendo a estos factores. Sin embargo, a medida que el sistema giraba hacia la costa de México, Pamela se fortaleció hasta convertirse en un huracán de intensidad baja antes de tocar tierra en Estación Dimas, Sinaloa, a las 15:00 UTC del 13 de octubre antes de debilitarse rápidamente tierra adentro. Luego se disipó sobre Coahuila en las primeras horas del día siguiente.
Pamela provocó inundaciones y apagones generalizados en Sinaloa, Nayarit, Durango y Coahuila, mientras que se confirmaron siete muertes a causa de la tormenta. Muchos cultivos agrícolas, árboles, casas y cabañas en las áreas afectadas resultaron dañados o destruidos tras la tormenta. Muchos ríos también se desbordaron, afectando y sumergiendo muchos autos y establecimientos. Muchas personas perdieron sus hogares debido a las inundaciones de Pamela y una persona fue arrastrada en Nayarit, donde también figuran cuatro personas como desaparecidas. Dos en Texas fueron reportados muertos, debido a que fueron arrastrados a un arroyo. La tormenta causó más de $ 10 millones (2021 USD) en daños, en México.

## Historia meteorológica
El 7 de octubre de 2021 a las 06:00 UTC, el Centro Nacional de Huracanes (NHC) comenzó a monitorear una onda tropical, junto con sus lluvias y tormentas eléctricas desorganizadas centradas sobre el suroeste del Mar Caribe, o cerca de Nicaragua para una posible ciclogénesis tropical en la cuenca del Pacífico Oriental. La perturbación antes mencionada atravesó el país y la cercana Costa Rica, emergiendo sobre el Pacífico al día siguiente. Posteriormente, el sistema tomó una ruta hacia el oeste y, a las 00:00 UTC del 9 de octubre, se desarrolló una amplia área de baja presión a partir de la ola. Sin embargo, su convección permaneció desorganizada hasta que estuvo mejor organizada al día siguiente.

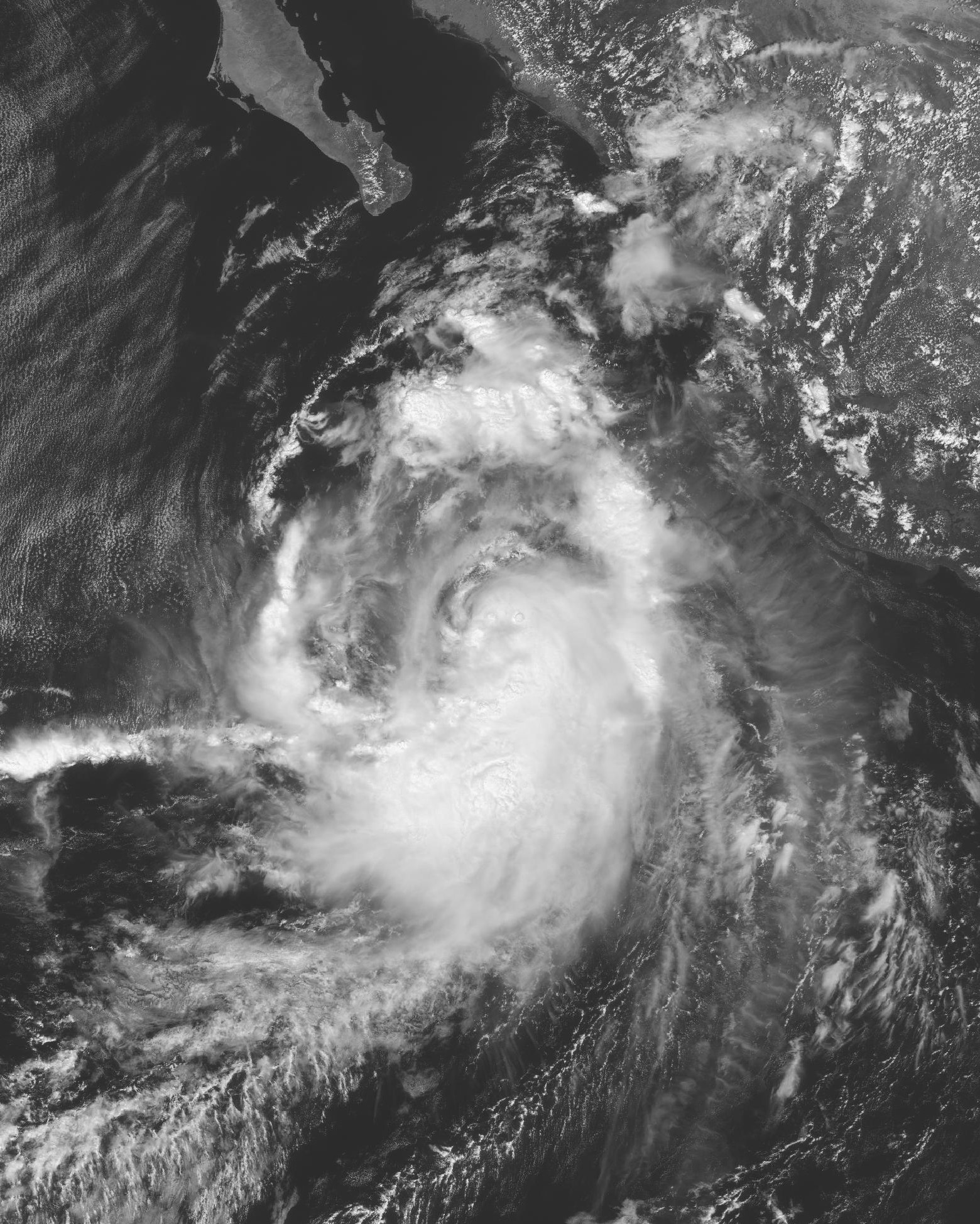
La tormenta tropical Pamela el 11 de octubre de 2021 tomada desde la banda roja visible a bordo del GOES-17

Un pase ASCAT a las 02:57 UTC de ese día reveló una circulación cerrada en desarrollo en el sistema. Con los datos adicionales del dispersómetro recuperados de la perturbación y las calificaciones de Dvorak de T2.0, junto con su creciente convección, el Centro Nacional de Huracanes (NHC) comenzó a iniciar su primer aviso sobre la depresión tropical Dieciséis-E, el primer ciclón tropical activo en la cuenca en casi un mes. Más tarde, las cimas de las nubes más frías que -80 °C se extendieron hacia la nueva depresión, iniciando un movimiento hacia el oesnoroeste, el sistema se ubicó sobre un área conductora para un mayor desarrollo, esa noche, la convección se concentró aún más en su centro de circulación de bajo nivel (LLCC), aunque quedó parcialmente expuesto debido a la cizalladura del viento del noreste. Sin embargo, vientos huracanados fueron detectados por un pase de dispersómetro en su cuadrante noreste y, como resultado, el Centro Nacional de Huracanes (NHC) mejoró la depresión a tormenta tropical, asignándole el nombre de Pamela a las 21:00 UTC. A pesar de la cizalladura y el aire seco, Pamela continuó intensificándose cerca del estado de huracán al día siguiente y convirtiéndose en un sistema de categoría 1 en toda regla, doce horas más tarde mientras giraba hacia el norte. Pamela experimentó una fase de explosión convectiva en ese momento, y continuó intensificándose lentamente hasta su primer pico de 70 nudos (130 km/h; 81 mph) independientemente de la cizalladura del viento que interrumpió su capa de salida antes de debilitarse a una tormenta tropical de alto nivel a 21 :00 UTC del 12 de octubre, según los datos obtenidos de un avión de reconocimiento de la Fuerza Aérea que investigó el sistema ese día. Al día siguiente, Pamela giró hacia el nornoreste y mantuvo su intensidad de tormenta tropical antes de volver a intensificarse hasta convertirse en un huracán de categoría 1 cuando el sistema se acercaba a la costa de México a las 09:00 UTC del 13 de octubre.
Tres horas más tarde, Pamela tocó tierra sobre Estación Dimas, Sinaloa, con vientos de 75 mph, poco después de que se degradara a tormenta tropical a las 15:00 UTC mientras se encontraba tierra adentro. El rápido debilitamiento afectó aún más a Pamela mientras aceleraba a través de los terrenos escarpados de México, con el sistema debilitándose hasta convertirse en una depresión tropical. Seis horas después, el Centro Nacional de Huracanes (NHC) emitió su aviso final cuando la agencia declaró que el sistema se había disipado a las 03:00 UTC el 14 de octubre mientras sobrevolaba Coahuila.

## Preparaciones
El Gobierno de México emitió alertas de ciclones tropicales en las áreas afectadas de México, a partir de las 15:00 UTC del 11 de octubre y terminó cuando Pamela se debilitó a una depresión tropical tierra adentro. La Comisión Nacional del Agua (CONAGUA) también emitió una alerta para el estado mexicano de Sinaloa por la posible amenaza de Pamela. También se anticipó que la tormenta traería fuertes lluvias con posibles deslizamientos de tierra, fuertes vientos, mares agitados y un posible aumento en los niveles de agua de arroyos y ríos en las zonas costeras e interiores de Baja California Sur, Sinaloa, Durango y Nayarit, según el Servicio Meteorológico Nacional (SMN). El Consejo Estatal de Protección Civil del primero también declaró al propio estado en alerta por el acercamiento de Pamela. El puerto de Cabo San Lucas fue cerrado a todas las embarcaciones mientras que 8 refugios de seguridad en La Paz y 11 en Cabo San Lucas fueron abiertos en caso de posible evacuación. La Comisión Federal de Electricidad (CFE) también envió a parte de su gente a este último para solucionar posibles problemas eléctricos. El gobierno de Sinaloa puso en alerta roja a 10 de sus municipios del sur por la amenaza de la tormenta mientras que 13 vuelos fueron cancelados por el Aeropuerto Internacional General Rafael Buelna para el 13 de octubre. Se abrieron 40 refugios ante posibles lluvias y fuertes vientos. Protección Civil en Mazatlán también señaló que más de 80 áreas en el estado estaban en riesgo de posibles inundaciones, con 23 personas acudiendo a refugios de seguridad para capear la tormenta.

## Impacto

### México
El paso de las bandas exteriores de Pamela provocó inundaciones en Colima. En Manzanillo, estas inundaciones provocaron el aislamiento de varios pueblos. Un arroyo en Colimilla se desbordó debido a las fuertes lluvias, lo que provocó que la gente del lugar cruzara en lancha para pasar por la cercana Barra de Navidad, Jalisco. El 11 de octubre en esa mañana, un trabajador de un hotel en Colima intentó cruzar un riachuelo, pero no lo logró pues las personas ya eran arrastradas por la corriente; sin embargo, lograron escapar del accidente sin sufrir daños. La vía que une al Ejido el Huizcolote con Camotlán colapsó por la tormenta; la vía ya estaba dañada anteriormente debido a las lluvias. Varias carreteras también sufrieron daños a lo largo de Manzanillo y Colima por diversas razones. Las lluvias de la tormenta también inundaron áreas centrales de Tecuala, Nayarit. Esto hizo que los pasajeros y automovilistas vadearan las calzadas inundadas. Otros municipios al norte también se vieron afectados por las lluvias torrenciales. Se informó que las aguas del río que pasa por Huajicori han estado subiendo debido a la cantidad de lluvia que se está acumulando en las zonas montañosas de Durango y Zacatecas, lo que obligó a cerrar temporalmente el paso por Quiviquinta, localidad sobre Nayarit. En Nayarit también se encontraban desaparecidas cuatro personas, entre ellas tres funcionarios públicos y dos vecinos del cauce del río Huajicori. En los municipios de Acaponeta, Tecuala y Tuxpan se registraron inundaciones con agua que alcanzó los 5 metros de altura.
Varias palmeras se mecían con el viento que trajo Pamela en Sinaloa mientras un banco perdió sus ventanillas, informaron autoridades del lugar. Muchos árboles también fueron arrancados por la tormenta en Mazatlán. Tiendas y restaurantes en el área del balneario también sufrieron daños debido al sistema. La Guardia Nacional de México informó a Reuters que su gente realizó rescates a personas que quedaron atrapadas en sus viviendas a consecuencia de las inundaciones. Muchas palapas en Isla de la Piedra fueron destruidas como resultado de los fuertes vientos de la tormenta. Los derrumbes también afectaron parte de la autopista de cuota Mazatlán-Durango y la libre entre las mismas ciudades. Sin embargo, las autoridades de Mazatlán solo reportaron daños menores por parte de Pamela, siendo el peor las inundaciones en varias colonias de la zona. En la zona se registraron 141,0 milímetros (5,55 pulgadas) de lluvia, según el Comité Local de Atención a Emergencias (CLAE). Mientras tanto, la Comisión Federal de Electricidad (CFE) restableció el 57% de la energía que se cortó durante el paso de Pamela el 13 de octubre. En total, más de 195,990 clientes se vieron afectados. Más de 10,732 se quedaron sin luz en el estado de Nayarit, 173,191 en Sinaloa, 9,887 en Durango y 2,980 en Coahuila.
El río Acaponeta en Nayarit se desbordó, lo que provocó la inundación de varios pueblos cercanos. Las personas que se encontraban cerca del área también se vieron obligadas a subirse a sus automóviles y esperar ayuda o buscar refugio en terrenos más altos. La carretera Tepic-Mazatlán también se incluyó en las zonas afectadas por el desbordamiento de dicho río, en el que dos personas quedaron atrapadas en la caseta de peaje de Tecuala, siendo una persona arrastrada y otra rescatada. El fraccionamiento Urbi Villa del Rey en Los Mochis también resultó inundado por las lluvias de la tormenta, aunque el transporte público no se vio afectado. Como el río Baluarte también se desbordó, el municipio de Rosario en Sinaloa evacuó rápidamente a más de 1,500 familias en 6 comunidades de la zona. Las autoridades también describieron los daños en la zona como "catastróficos". Tecuala, Nayarit también fue reportada por las autoridades como inaccesible, debido a las lluvias generadas por Pamela, provocando un gran socavón en la vía Acaponeta-Tecuala. 7,648 hectáreas (18,90 acres) de tierras de cultivo también resultaron dañadas en Sinaloa, en lo que más sufrió la industria del chile. Más de 9,106 personas resultaron afectadas en Nayarit y 8,000 de ellas perdieron temprano sus hogares. A pesar del desastre, las lluvias traídas por Pamela se informaron como "beneficiosas" en Carrizo Valley, ya que los cultivos aún están creciendo y son muy necesarios. A pesar del desastre, las lluvias traídas por Pamela se informaron como "beneficiosas" en Valle Carrizo, ya que los cultivos aún están creciendo y son muy necesarios.

### Estados Unidos
A pesar de disiparse en el terreno montañoso de México, la humedad remanente de Pamela se trasladó a Texas, donde dos personas murieron después de ser arrastradas a un arroyo en el condado de Béxar. Otras cinco personas fueron rescatadas de dos vehículos. Las fuertes lluvias también afectaron a San Antonio, con 3,5 pulgadas (89 mm) registradas allí y 7 pulgadas (180 mm) registradas en el condado de Gonzales. También se realizaron múltiples rescates acuáticos en el estado, debido a la tormenta.